# Zypern-Maus
Die Zypern-Maus (Mus cypriacus) ist eine im Jahr 2004 von dem französischen Zoologen Thomas Cucchi beschriebene Art der Nagetiere (Rodentia), die endemisch auf Zypern lebt.
Die Exklusivmerkmale gegenüber anderen Mäusearten sind der größere Schädel mit größeren Ohren, Zähnen und Augen. Das Fell ist grau gefärbt. Die DNA der Zypern-Maus weicht ebenfalls von der DNA der anderen Mäuse ab.
Durch Knochenvergleiche gelang Cucchi der Nachweis, dass die Maus bereits seit 9.000 Jahren, und damit einige tausend Jahre vor der Besiedlung durch den Menschen im Neolithikum (Jungsteinzeit), auf Zypern lebt. Als einziges endemisches Nagetier der Mittelmeerinseln hat sie die Ankunft des Menschen und der von ihm mitgebrachten ortsfremden Tiere überlebt.
Bevorzugter Lebensraum der Zypern-Maus ist das im Westen der Insel gelegene Troodos-Gebirge, dort speziell in den Weinbergen.
Die Neuentdeckung eines Säugetieres in einem als gut erforscht geltenden Gebiet war für die Forschung eine Überraschung. Als bislang letztes Säugetier in Europa war im Jahr 2001 eine Fledermausart in Griechenland und Ungarn gefunden worden.
Cucchi berichtete im September 2006 im Fachmagazin Zootaxa von seiner Entdeckung.